# شهرداری آربیتو
شهرداری آربیتو (به اسپانیایی: Arbieto Municipality) یک شهرداری در بولیوی است که در استان استبان آرسه واقع شده‌است. شهرداری آربیتو ۱۴۶ کیلومتر مربع مساحت و ۹٬۴۳۸ نفر جمعیت دارد.